# 作品 (音樂)
作品（拉丁語：Opus），是对音乐作品的一种编号系统。

## 使用法
Opus可簡記為Op.，复数則是Opera或Opuses，簡記為Opp.。

## 其他編號系统
大多数作曲家都是用Opus为作品编号（如贝多芬、勃拉姆斯等人），但也有許多例外，后世的音乐史家、研究者为之专门设置了特殊的编号系统（例如巴赫作品便是按曲類編號，而非時間先後）。

### 以作曲者命名
- J.S.巴赫：BWV（Bach-Werke-Verzeichnis，意為「巴赫作品號碼」）
- 布魯克納：WAB（Werkverzeichnis Anton Bruckner，「安東·布魯克納作品號碼」）
- 弗朗克：FWV
- 亨德尔：HWV
- 海因里希·许茨：SWV
- 苏斯迈尔：SmWV（Süßmayr-musikalische-Werk-Verzeichnis，「苏斯迈尔音樂作品號碼」）[3]
- 格奥尔格·菲利普·泰勒曼：TWV
- 克里斯托夫·格劳普纳：GWV
- 扬·迪斯马斯·泽伦卡：ZWV
- 让·巴普蒂斯特·吕利：LWV
- 迪特里希·布克斯特胡德：BuxWV
- 瓦格纳：WWV

### 以編者命名
- 德沃夏克：B（賈米爾·布格豪瑟（捷克語：Jarmil Burghauser））
- 弗朗茨·舒伯特：D（奧托·埃里希·多伊奇）
- 列奧波爾德·莫扎特：Eisen
- W.F.巴赫：F（Falck）
- 鲍凯里尼：G（Yves Gérard）
- 柏辽兹：H（D. Kern Holoman）
- 海頓：Hob.（Anthony van Hoboken）
- 韦伯：J（Friedrich Wilhelm Jähns）
- 多梅尼科·斯卡拉蒂：K或Kk（Ralph Kirkpatrick），或是L（Alessandro Longo）
- 莫扎特：K.或KV（K皆指Köchel，V即Verzeichnis）
- 弗朗克：M（Wilhelm Mohr）
- 维瓦尔第：RV（Ryom-Verzeichnis），或是M（马利皮耶罗）
- 李斯特：S（Humphrey Searle）
- 巴托克：Sz.（Szőllősy András）
- 阿贝尔：WK（Walter Knape）
- C.P.E.巴赫：Wq.（Wotquenne）或H.
- 亨利·珀塞爾：Z（Franklin Zimmerman）